# Koszechablskie osiedle wiejskie
Koszechablskie osiedle wiejskie (ros. Кошехабльское сельское поселение) – jedno z 9 osiedli wiejskich w rejonie koszechablskim wchodzącym w skład Republiki Adygei. W 2022 liczyło 7255 mieszkańców.